# Jan van der Horst (judoka)
Jan van der Horst (16 de enero de 1921 – 10 de mayo de 2009) fue un deportista neerlandés que compitió en judo. Ganó una medalla de bronce en el Campeonato Europeo de Judo de 1954 en la categoría 3.er dan.

## Palmarés internacional
| Campeonato Europeo | Campeonato Europeo | Campeonato Europeo | Campeonato Europeo |
| Año                | Lugar              | Medalla            | Categoría          |
| ------------------ | ------------------ | ------------------ | ------------------ |
| 1954               | Bruselas (Bélgica) | Medalla de bronce  | 3.er dan           |